# MoCADA

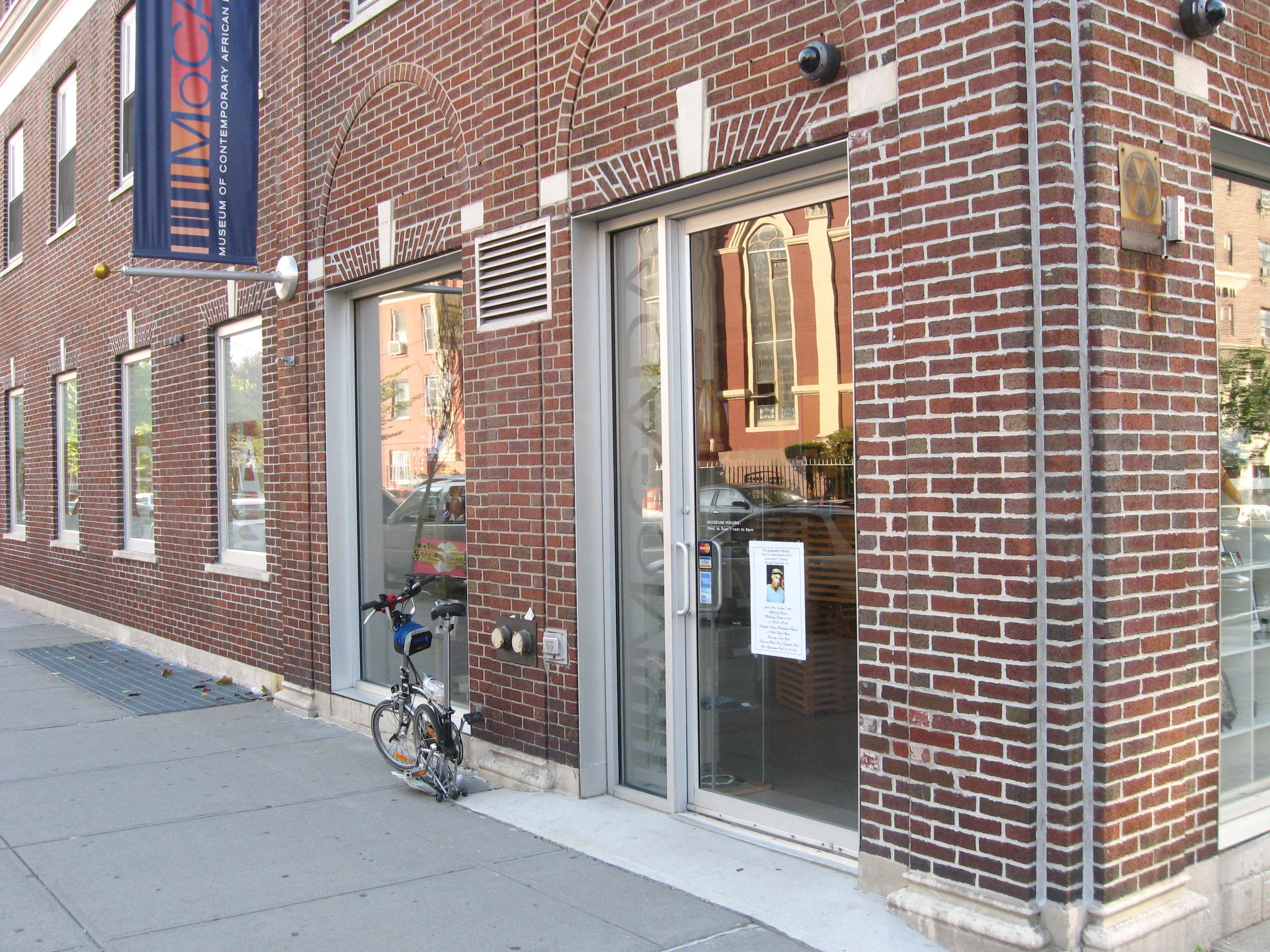
ubicado en 80 Hanson Place, Brooklyn, Nueva York

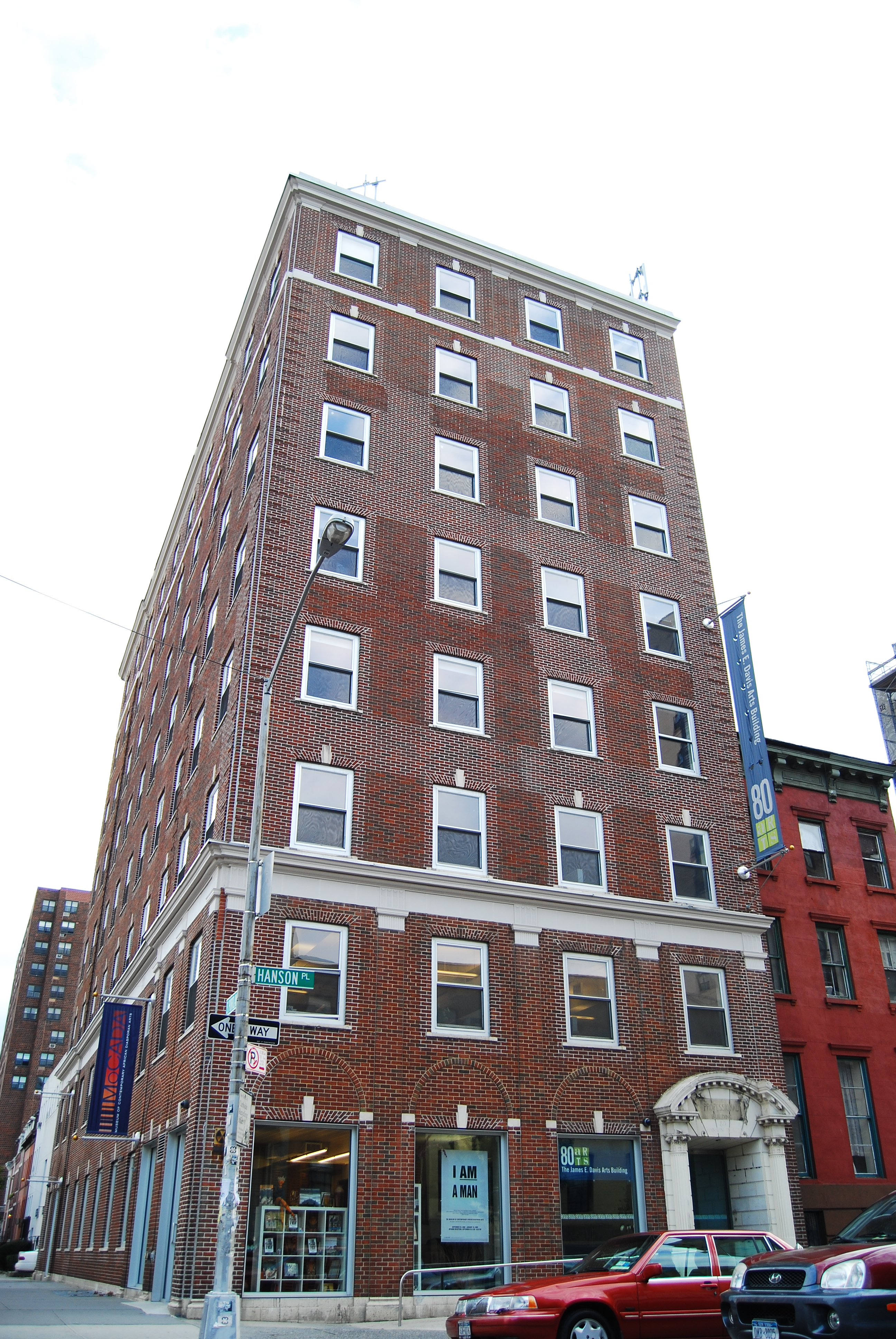

MoCADA, o el Museo de los artes contemporáneos de la diáspora africana, es un museo de arte contemporáneo en Brooklyn, Nueva York. Es el primer museo  de ese tipo que se ha abierto en Nueva York. La misión de MoCADA es cultivar un espacio dinámico para la creación de una cultura en evolución continúa y redescubrir las valiosas tradiciones culturales africanas que se han hecho a perder debido a la colonización y el comercio transatlántico de personas esclavizadas.
MoCADA cree que el concepto del museo existe dentro del pueblo correspondiente y, por ende, es el objetivo del museo servir como un plataforma para diversas formas de expresión de la diáspora africana que van desde las artes plásticas y escénicas hasta el cine y la televisión con la meta de volver a situar el continente de África y su pueblo en un papel fundacional y central en el desarrollo mundial del arte. Desde sus inicios, MoCADA ha colocado su énfasis primario en la inclusión de comunidades históricamente marginadas a través de programación dentro del mismo museo y en las comunidades cercanas.

## Historia
MoCADA se fundó en 1999 por Laurie Cumbo en un edificio perteneciente a una iglesia histórica, Bridge Street AMWE  Iglesia la Calle de Puente histórica AWME Iglesia en el centro de la comunidad Bedford-Stuyvesant en Brooklyn, Nueva York. Cumbo estableció MoCADA para responder a la necesidad de un museo que reflejaba las artes y culturas de la diáspora africana.
En 2006, MoCADA se mudó a su ubicación actual, un espacio expandido en 80 Hanson Place, esquina South Portland Ave, en Fort Greene, un barrio de clase mediana históricamente negro en Brooklyn donde se encuentra el distrito de artes de la Brooklyn Academia de Música (BAM). MoCADA ha crecido para acomodar muchas exposiciones durante el año que destacan varias identidades dentro de la diáspora africana. La ubicación central de Fort Greene, permite que un grupo diverso de personas de la comunidad de Brooklyn se reúnan en MoCADA y participen en los muchos eventos que se producen para cada exposición. Con una librería amplia, MoCADA usa su espacio para tales acontecimientos como lecturas, visitas estudiantiles y conciertos musicales.